# Jane Kaczmarek
Jane Kaczmarek (Milwaukee, 21 dicembre 1955) è un'attrice statunitense di origini polacche.

## Biografia
Jane Kaczmarek è nata a Milwaukee, Wisconsin, figlia di un'insegnante, Evelyn, e di un operaio del Dipartimento della Difesa, Edward Kaczmarek. È la prima di quattro fratelli. È cresciuta a Greendale ed è di discendenza polacca. Si è laureata in teatro presso l'Università del Wisconsin-Madison e in seguito ha studiato alla Yale School of Drama per la sua laurea; è stata inoltre parte della sua compagnia teatrale.

### Carriera
Nel 2000 viene scelta per interpretare la parte di Lois, la madre del protagonista, nella serie tv Malcolm, venendo candidata per sette volte (una a stagione) agli Emmy Awards. 
Ha fatto parte anche del cast fisso della serie televisiva Avvocati a New York, nel ruolo del giudice Trudy Kessler.

## Vita privata
È stata sposata con l'attore Bradley Whitford dal 1992 al 2010; i due hanno tre figli: Frances (1997), George (1999) e Mary Louisa (2002).

## Filmografia parziale

### Cinema
- Innamorarsi (Falling in Love), regia di Ulu Grosbard (1984)
- Passaggio per il paradiso (The Heavenly Kid), regia di Cary Medoway (1985)
- D.O.A. - Cadavere in arrivo (D.O.A), regia di Annabel Jankel, Rocky Morton (1988)
- Viceversa, due vite scambiate (Vice Versa), regia di Brian Gilbert (1988)
- L'ultimo appello (The Chamber), regia di James Foley (1996)
- Selvaggia ossessione (Wildly Available), regia di Michael Nolin (1996)
- Pleasantville, regia di Gary Ross (1998)
- 10050 Cielo Drive (Wolves at the Door), regia di John R. Leonetti (2016)
- CHiPs, regia di Dax Shepard (2017)

### Televisione
- Law & Order - I due volti della giustizia (Law & Order) - serie TV, 1 episodio (1994)
- Il tocco di un angelo (Touched by an Angel) - serie TV, 1 episodio (1996)
- Apollo 11 (1996) - film TV
- Cybill - serie TV, 5 episodi (1996-1997)
- Frasier - serie TV, 2 episodi (1996-1997)
- The Practice - Professione avvocati (The Practice) - serie TV, 2 episodi (1997)
- Cinque in famiglia (Party of Five) - serie TV, 3 episodi (1995-1999)
- Felicity - serie TV, 5 episodi (1999-2000)
- Jenifer (2001) - film TV
- Malcolm - serie TV, 150 episodi (2000-2006)
- Help Me, Help You - serie TV, 6 episodi (2006-2007)
- Avvocati a New York (Raising the Bar) - serie TV, 25 episodi (2008-2009)
- I Simpson (The Simpsons) - serie TV, 8 episodi (2001-2010) - voce
- Wilfred - serie TV, episodio 1x07 (2011)
- The Middle - serie TV, 2 episodi (2012-2013)
- Law & Order - Unità vittime speciali (Law & Order: Special Victims Unit) - serie TV, episodio 14x11 (2012)
- The Big Bang Theory – serie TV, episodio 9x12 (2016)

## Doppiatrici italiane
Nelle versioni in italiano delle opere in cui ha recitato, Jane Kaczmarek è stata doppiata da:
- Valeria Perilli in The Practice - Professione avvocati, 6 palloncini
- Roberta Paladini in Avvocati a New York, The Middle
- Pinella Dragani in Malcolm
- Vittoria Febbi in Innamorarsi
- Ludovica Modugno in Conquisterò Manhattan
- Cristina Boraschi in Viceversa, due vite scambiate
- Cinzia De Carolis in Accademia di guerra
- Maria Pia Di Meo in D.O.A. - Cadavere in arrivo, E giustizia per tutti
- Fabrizia Castagnoli in Law & Order - I due volti della giustizia (ep. 4x14)
- Renata Biserni ne Il tocco di un angelo
- Emanuela Baroni in Frasier (ep. 3x20)
- Rossella Acerbo in Frasier (ep. 4x09)
- Alessandra Cassioli in Pleasantville
- Stefania Giacarelli in Felicity
- Rossella Izzo in Help Me Help You
- Laura Boccanera in Law & Order: Special Victims Unit (ep. 14x11)
- Stefanella Marrama in The Big Bang Theory
- Roberta Greganti in Come sopravvivere alla vita dopo la laurea
- Antonella Giannini in CHiPs

Da doppiatrice è stata sostituita da:
- Luciana Littizzetto ne I Simpson

## Riconoscimenti
- Golden Globe

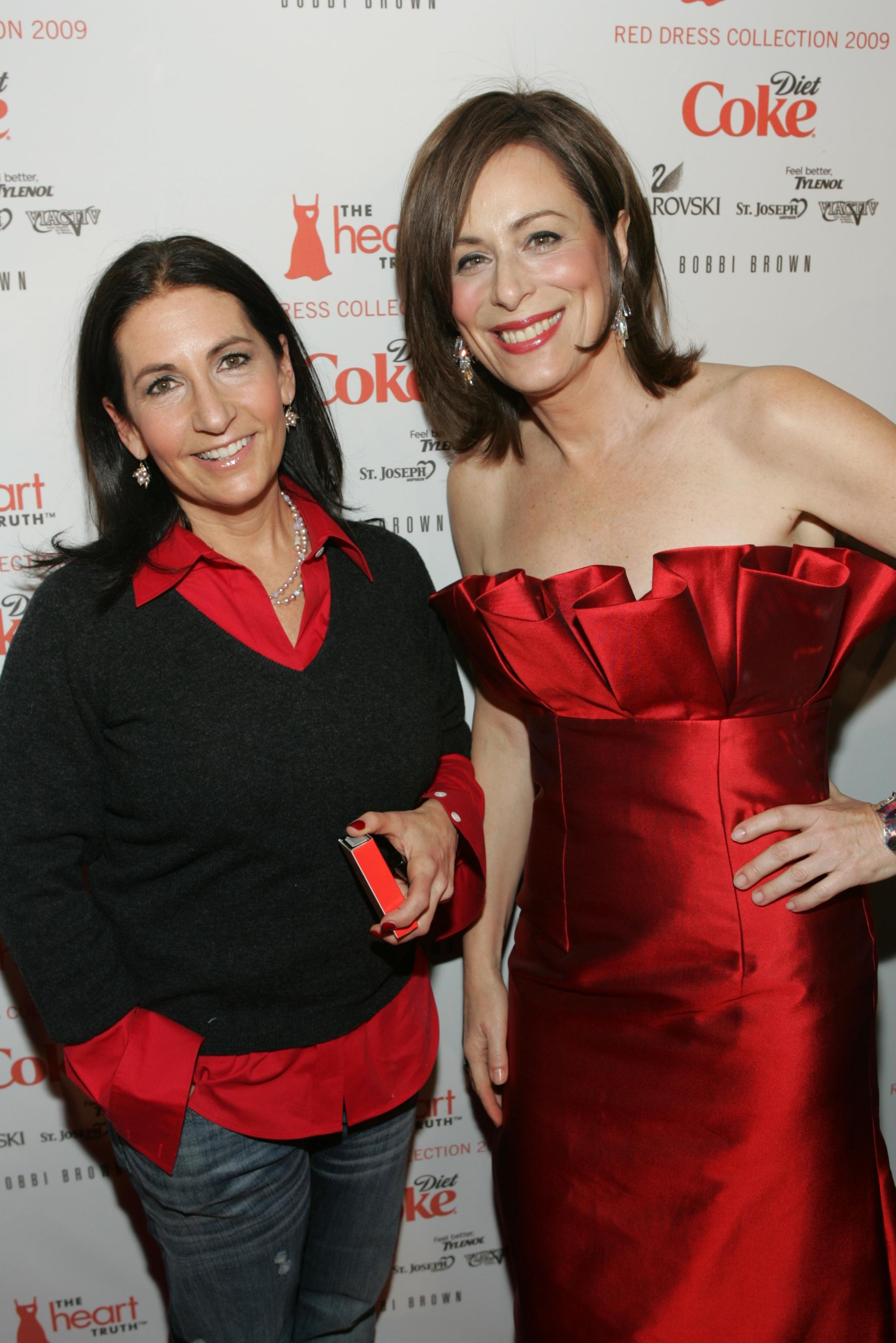
Kaczmarek (a destra) e Bobbi Brown nel 2008 alla New York Fashion Week

  - 2001 – Candidatura alla miglior attrice in una serie tv commedia o musicale per Malcolm
  - 2002 – Candidatura alla miglior attrice in una serie tv commedia o musicale per Malcolm
  - 2003 – Candidatura alla miglior attrice in una serie tv commedia o musicale per Malcolm

- Premio Emmy
  - 2000 – Candidatura alla miglior attrice protagonista in una serie comica per Malcolm
  - 2001 – Candidatura alla miglior attrice protagonista in una serie comica per Malcolm
  - 2002 – Candidatura alla miglior attrice protagonista in una serie comica per Malcolm
  - 2003 – Miglior attrice protagonista in una serie comica per Malcolm
  - 2004 – Candidatura alla miglior attrice protagonista in una serie comica per Malcolm
  - 2005 – Candidatura alla miglior attrice protagonista in una serie comica per Malcolm
  - 2006 – Candidatura alla miglior attrice protagonista in una serie comica per Malcolm

- Screen Actors Guild Awards
  - 2002 – Candidatura alla migliore attrice protagonista in una serie comica per Malcolm
  - 2004 – Candidatura alla migliore attrice protagonista in una serie comica per Malcolm

- Satellite Award
  - 2002 – Candidatura alla miglior attrice in una serie comica o musical per Malcolm
  - 2004 – Miglior attrice in una serie comica o musical – Malcolm